# Diego González (bispo)
Diego González (falecido a 11 de janeiro de 1587) foi um prelado católico romano que serviu como bispo de Almeria (1572–1587).

## Biografia
No dia 9 de junho de 1572, Diego González foi escolhido pelo Rei da Espanha e confirmado pelo Papa Gregório XIII como Bispo de Almeria. Serviu como Bispo de Almería até à sua morte no dia 11 de janeiro de 1587.